# Молчат только статуи
«Молчат только статуи» — советский художественный фильм 1962 года режиссёра Владимира Денисенко, снятый на киностудии им. А. Довженко.
Премьера фильма состоялась 18 февраля 1963 года. В СССР фильм посмотрели 16 000 000 зрителей.

## Сюжет
Послевоенный Ближний Восток, советские специалисты строят гидроэлектростанцию. В ходе строительства возникла необходимость произвести взрывные работы. Их британские конкуренты скрывают информацию о близлежащем подземном складе немецких боеприпасов, надеясь, что взрыв поможет им вернуть контракт. Но некоторые из их сотрудников думают иначе, поскольку они всё ещё помнят, что совсем недавно были братьями по оружию в годы Второй мировой войны с Советским Союзом. Каждого из них жизнь сталкивала с советскими людьми…

## В ролях
| Актёр                | Роль          |
| -------------------- | ------------- |
| Леонид Тарабаринов   | Иващенко      |
| Николай Гринько      | Иваненко      |
| Александр Демьяненко | Иваночкин     |
| Даниил Нетребин      | Иван Басенко  |
| Михаил Погоржельский | Малышев       |
| Наталья Наум         | Гедда Олафсон |
| Вячеслав Шалевич     | Али           |
| Наталья Упеник       | Наима         |
| Георгий Вицин        | Жак Мелье     |
| Витольд Янпавлис     | сын Грирсона  |
| Константин Степанков | Коста Блажич  |
| Анатолий Гриневич    | Ежи Кремер    |
| Юрий Лавров          | Грирсон       |
| Ефим Копелян         | Генри Смит    |
| Владимир Гончаров    | Вебер         |
| В. Белый             | Юкки          |
| Ира Жуйкова          | Лиззи         |

### В эпизодах
| Актёр               | Роль              |
| ------------------- | ----------------- |
| Владимир Олексеенко |                   |
| А. Гусейнов         |                   |
| А. Кадьян           |                   |
| Дмитрий Капка       |                   |
| Маргарита Кошелева  |                   |
| Таисия Литвиненко   |                   |
| Валентин Макаров    |                   |
| Борис Новиков       | советский солдат  |
| Ольга Ножкина       |                   |
| Лев Перфилов        | пьяный немец      |
| Валерий Панарин     | советский сержант |
| Юрий Прокопович     | врач              |
| Н. Саркизов         |                   |

## Съёмочная группа
- Автор сценария — Евгений Оноприенко
- Режиссёр-постановщик — Владимир Денисенко
- Оператор-постановщик — Вадим Ильенко
- Оператор — Ирина Трегубова
- Композитор — Александр Билаш
- Художник-постановщик — Иосиф Юцевич
- Звукорежиссер — Юрий Горецкий